# Aspidistra grandiflora
Espèce
Aspidistra grandiflora est une espèce de plantes de la famille des Asparagaceae.

## Répartition et habitat
L'espèce Aspidistra grandiflora n'est connue que dans sa localité type, dans le district de Mai Châu, province de Hòa Bình dans le Nord-Ouest du Viêt Nam. Cette plante se rencontre dans les forêts sèches de plaine sur des karsts calcaires présentant des fissures.

## Description
Il s'agit d'une plante herbacée pérenne. Son rhizome est rampant. Ses feuilles sont solitaires, le pétiole mesure environ 30 cm ; le limbe est obovale, mesurant 50 par 11 cm, étant étroitement cunéiforme et se rétrécissant vers le pétiole
Son pédoncule décombant mesure 7 cm de long ; ses fleurs sont solitaires ou en groupes de deux ou trois ; le tube du périgone est urcéolé, deux fois plus large que haut, son diamètre mesurant jusqu'à 30 mm, comptant onze ou douze lobes blanchâtres et tachetés de pourpre, chacun comptant avec un appendice basal blanc. Il compte onze ou douze étamines, tandis que ses anthères sont subsessiles et ovoïdes, chacun jusqu'à 3 mm de long ; l'ovaire est indistinct. Le style est 3 par 5 mm long, tandis que le stigma a la forme d'un disque et est épais de 8 mm, sa partie centrale est blanche avec cinq côtes pourpres présentant 22-24 dents.

## Systématique
Le nom correct complet (avec auteur) de ce taxon est Aspidistra grandiflora Tillich (d).

### Étymologie
Son épithète spécifique, dérive du latin grandis, « grand », et flora, « fleur ».

## Publication originale
- H.-J. Tillich, L.V. Averyanov et N.V. Dzu, « Six new species of Aspidistra (Ruscaceae) from northern Vietnam », Blumea - Biodiversity, Evolution and Biogeography of Plants, vol. 52, no 2,‎ 2007, p. 335–344 (ISSN 0006-5196, DOI 10.3767/000651907X609070, lire en ligne)